# Rittal
Rittal è una industria tedesca produttrice di apparecchiature elettriche e sistemi per elettrotecnica, rete elettrica, climatizzazione, IT Software & Service, macchine automatiche o semi automatiche per le lavorazione dei quadri elettrici con sede a Herborn in Assia.
Rittal venne fondata nel 1961, ed è la società più grande del Friedhelm Loh Group con 9.300 collaboratori in 13 sedi in 58 società controllate. In Germania le sedi sono a Herborn, Rittershausen, Hof (Westerwald), Burbach e Eschenburg-Wissenbach.
La società è certificata ISO 9001 e ISO 14001.
Il nome Rittal sta per Rittershausen im Dietzhölztal.

## Prodotti
I prodotti sono sistemi completi per l'ambito elettrotecnico e elettronico, IT Software & Service. Con la società sorella EPLAN la Rittal digitalizza i processi per il trattamento dei dati Engineering sulla produzione fino alla logistica.
Le branche Rittal:
- Elettrotecnica e automazione
- Energie rinnovabili
- Informatica
- Infrastrutture
- Costruzione di macchine
- Industria alimentare
- Processo
- Trasporti

## Sedi
Rittal ha 58 società controllate. Nel mondo è presente a:
| Regione              | Nazione              | Città                      |
| -------------------- | -------------------- | -------------------------- |
| Europa               | Albania              | Tirana                     |
| Europa               | Austria              | Lauterach                  |
| Europa               | Austria              | Linz                       |
| Europa               | Austria              | Seiersberg                 |
| Europa               | Austria              | Vienna                     |
| Europa               | Bielorussia          | Minsk                      |
| Europa               | Belgio               | Lokeren                    |
| Europa               | Bosnia ed Erzegovina | Banja Luka                 |
| Europa               | Bosnia ed Erzegovina | Mostar                     |
| Europa               | Bosnia ed Erzegovina | Sarajevo                   |
| Europa               | Bulgaria             | Sofia                      |
| Europa               | Croazia              | Zagabria                   |
| Europa               | Rep. Ceca            | Zdiby                      |
| Europa               | Danimarca            | Vallensbæk Strand          |
| Europa               | Estonia              | Tallinn                    |
| Europa               | Finlandia            | Vantaa                     |
| Europa               | Francia              | Parigi                     |
| Europa               | Germania             | Bad Krozingen              |
| Europa               | Germania             | Bietigheim-Bissingen       |
| Europa               | Germania             | Burbach                    |
| Europa               | Germania             | Dietzhölztal-Rittershausen |
| Europa               | Germania             | Eschenburg-Wissenbach      |
| Europa               | Germania             | Essen                      |
| Europa               | Germania             | Garching bei München       |
| Europa               | Germania             | Gera                       |
| Europa               | Germania             | Haiger                     |
| Europa               | Germania             | Herborn                    |
| Europa               | Germania             | Hof                        |
| Europa               | Germania             | Quickborn                  |
| Europa               | Germania             | Quierschied                |
| Europa               | Germania             | Rennerod                   |
| Europa               | Grecia               | Atene                      |
| Europa               | Ungheria             | Budapest                   |
| Europa               | Islanda              | Reykjavík                  |
| Europa               | Irlanda              | Carlow                     |
| Europa               | Italia               | Valeggio                   |
| Europa               | Italia               | Pioltello                  |
| Europa               | Lettonia             | Riga                       |
| Europa               | Lituania             | Vilnius                    |
| Europa               | Lussemburgo          | Ehlerange                  |
| Europa               | Macedonia del Nord   | Skopje                     |
| Europa               | Montenegro           | Podgorica                  |
| Europa               | Paesi Bassi          | Zevenaar                   |
| Europa               | Norvegia             | Ski                        |
| Europa               | Polonia              | Varsavia                   |
| Europa               | Portogallo           | Rio Meão                   |
| Europa               | Romania              | Otopeni                    |
| Europa               | Russia               | Mosca                      |
| Europa               | Serbia               | Belgrado                   |
| Europa               | Slovacchia           | Bratislava                 |
| Europa               | Slovenia             | Lubiana                    |
| Europa               | Spagna               | Barcellona                 |
| Europa               | Svezia               | Ängelholm                  |
| Europa               | Svizzera             | Neuenhof                   |
| Europa               | Svizzera             | Yverdon-les-Bains          |
| Europa               | Turchia              | Istanbul                   |
| Europa               | Ucraina              | Kiev                       |
| Europa               | Regno Unito          | Hellaby                    |
| Europa               | Regno Unito          | Plymouth                   |
| Asia-Pacifico        | Australia            | Miranda                    |
| Asia-Pacifico        | Cina                 | Hong Kong                  |
| Asia-Pacifico        | Cina                 | Shanghai                   |
| Asia-Pacifico        | India                | Bangalore                  |
| Asia-Pacifico        | India                | Doddaballapur              |
| Asia-Pacifico        | Indonesia            | Giacarta                   |
| Asia-Pacifico        | Giappone             | Yokohama                   |
| Asia-Pacifico        | Kazakistan           | Almaty                     |
| Asia-Pacifico        | Malaysia             | Selangor                   |
| Asia-Pacifico        | Nuova Zelanda        | Wellington                 |
| Asia-Pacifico        | Filippine            | Makati City                |
| Asia-Pacifico        | Singapore            | Singapore                  |
| Asia-Pacifico        | Corea del Sud        | Pusan                      |
| Asia-Pacifico        | Corea del Sud        | Incheon                    |
| Asia-Pacifico        | Taiwan               | Taipei                     |
| Asia-Pacifico        | Thailandia           | Bangkok                    |
| Asia-Pacifico        | Vietnam              | Ho Chi Minh                |
| Nord America         | Canada               | Mississauga                |
| Nord America         | Messico              | Città del Messico          |
| Nord America         | Stati Uniti          | Schaumburg                 |
| Nord America         | Stati Uniti          | Urbana                     |
| America centrale     | Costa Rica           | Heredia                    |
| America centrale     | El Salvador          | San Salvador               |
| America centrale     | Guatemala            | Città del Guatemala        |
| America centrale     | Honduras             | San Pedro Sula             |
| America centrale     | Nicaragua            | Managua                    |
| America centrale     | Trinidad e Tobago    | San Fernando               |
| Sud America          | Argentina            | Buenos Aires               |
| Sud America          | Bolivia              | Santa Cruz de la Sierra    |
| Sud America          | Brasile              | San Paolo                  |
| Sud America          | Cile                 | Las Condes                 |
| Sud America          | Colombia             | Bogotà                     |
| Sud America          | Perù                 | Lima                       |
| Sud America          | Venezuela            | Caracas                    |
| Medio oriente-Africa | Israele              | Caesarea                   |
| Medio oriente-Africa | Nigeria              | Lagos                      |
| Medio oriente-Africa | Sudafrica            | Johannesburg               |
| Medio oriente-Africa | Emirati Arabi Uniti  | Dubai                      |

## Onorificenze
- „Top 100 Innovator“: 2017
- „Top Arbeitgeber“ Friedhelm Loh Group 2017[1]
- „Innovationspreis Deutsche Industrie“ 2015
- "Fair Company"
- Axia Award 2010 e 2012[2]

## Critiche
Nel 2010 viene criticata dalla IG Metall per le condizioni di lavoro.

## Sponsor
Rittal è sponsor HSG Wetzlar. Dal 1º marzo 2006 la Arena di Wetzlar si chiama Rittal Arena Wetzlar.